# 1930

## Події
- 28 березня — Константинополь перейменовано у Стамбул (тур. İstanbul).
- 4 квітня — Павлоградське повстання
- 2 серпня  — Десантування перших радянських парашутистів під Воронежем (День повітряно-десантних військ).

## Народились
Дивись також Категорія:Народились 1930
- 28 січня — Ігнащенко Анатолій Федорович, український архітектор, народний художник України (пом. в 2011).
- 29 січня — Оґа Норіо, японський підприємець, президент (від 1982) і голова ради директорів (1989—1995) компанії Sony
- 1 лютого — Микола Петрович Бідняк, український художник (пом. в 2000).
- 19 лютого — Джон Франкенгаймер, американський кінорежисер
- 24 лютого — Григорій Чапкіс, український хореограф, народний артист України (пом. в 2021).
- 16 березня — Сергій Юрійович Юрський, російський актор театру і кіно
- 19 березня — Ліна Костенко, українська письменниця, поетеса-шістдесятниця.
- 3 квітня — Гельмут Коль, канцлер Німеччини (1982—1998)
- 7 квітня — Ів Роше, французький підприємець, засновник косметичної корпорації Yves Rocher
- 29 квітня — Жан Рошфор, французький кіноактор
- 5 травня — Леонід Іванович Абалкін, російський економіст
- 31 травня — Клінт Іствуд, американський актор, режисер, продюсер
- 1 червня — Едвард Вудворд, актор
- 3 червня — Володимир Литвиненко, український живописець південно-руської художньої школи, Член Спілки художників України, заслужений художник України (пом. в 2011).
- 10 червня — Ілля Глазунов, російський художник
- 17 червня — Михайло Горинь, український політик (пом. в 2013).
- 24 червня — Клод Шаброль, французький кінорежисер
- 2 липня — Карлос Менем, президент Аргентини (1989—1999)
- 4 липня — Фрунзик Мкртчян, вірменський актор
- 5 липня — Вадим Кожинов, російський літературознавець, філософ, історик
- 7 липня — Генк Моблі, американський джазовий саксофоніст.
- 20 липня — Олег Анофрієв, російський актор, співак
- 30 липня — Бєлов Юрій Андрійович, російський актор.
- 5 серпня — Армстронг Ніл, американський астронавт
- 6 серпня — Еббі Лінкольн (народжена Анна Марія Вулдридж), американська джазова співачка і акторка
- 12 серпня — Джордж Сорос, британський фінансист, меценат
- 19 серпня — Френк Маккурт, американський письменник, лауреат Пулітцерівської премії
- 25 серпня — Георгій Данелія, російський кінорежисер
- 25 серпня — Шон Коннері, шотландський актор
- 17 вересня — Томас Стаффорд, американський астронавт
- 23 вересня — Рей Чарльз, американський співак, композитор, піаніст, актор
- 1 жовтня — Філіпп Нуаре, французький кіноактор
- 5 жовтня — Павло Романович Попович, радянський космонавт, перший українець у космосі (пом. в 2009).
- 6 жовтня — Хафез аль Ассад, президент Сирії (1971—2000 рр.).
- 15 листопада — Джеймс Грем Баллард, англійський письменник
- 3 грудня — Жан-Люк Годар, французький кінорежисер, сценарист, актор, продюсер
- 11 грудня — Жан Луї Третіньян, французький актор
- 17 грудня — Боб Гуччіоне, засновник журналу для чоловіків Penthouse

## Померли
Дивись також Категорія:Померли 1930
- 3 січня — Владислав Городецький, київський архітектор-модерніст. (нар. 1863)
- 12 березня — чеський письменник Алоїс Їрасек чеськ. Alois Jirásek.
- 13 травня— Фрітьйоф Нансен, норвезький полярний дослідник, лауреат Нобелівської премії миру 1922 року
- 3 червня — Богомазов Олександр Костянтинович, визначний український художник-авангардист
- 4 жовтня — Олена Пчілка, українська письменниця
- 7 липня  — Артур Конан Дойл, англійський письменник, автор творів про Шерлока Холмса

## Нобелівська премія
- з фізики: Чандрасекара Раман — «за роботи з розсіювання світла й відкриття комбінаційного розсіювання»
- з хімії: Ганс Фішер — «За дослідження будови геміна і хлорофілу, особливо за синтез геміна»
- з медицини та фізіології: Карл Ландштейнер — «За відкриття груп крові людини»
- з літератури: Сінклер Люїс
- премія миру: Натан Седерблюм — «В ознаменування заслуг в досягненні миру через релігійне об'єднання».